# Ferrari F40
Pour les articles homonymes, voir F40.
La Ferrari F40 est une supercar du constructeur automobile italien Ferrari, produite de 1987 à 1992. Elle succède à la Ferrari 288 GTO, et est commercialisée pour fêter les quarante ans de la marque. Ultime création d'Enzo Ferrari, elle est au moment de sa sortie la voiture de série la plus rapide, la plus puissante et la plus chère de l'histoire de l'automobile.

## Historique

### Contexte
Après avoir fait ses débuts chez Lancia, en participant notamment à l'élaboration de la Stratos, l'ingénieur italien Nicola Materazzi entre en 1979 au service de la division course de Ferrari en tant que chef du bureau d'études, recruté directement par le patron Enzo Ferrari. Des années plus tard, dans son bureau du service compétition, Materazzi est sollicité par Enzo Ferrari lui-même pour le conseiller sur un moteur envisagé pour les modèles de route. Les ingénieurs songent initialement à concevoir un moteur turbo de 3,0 L développant environ 330 ch. Nicola Materazzi s'y oppose et vise une puissance de 400 ch, estimant qu'un moteur inférieur aurait moins d'intérêt. Enzo Ferrari adhère à la suggestion et confie à Materazzi la responsabilité de cette tâche. À la suite de cet échange, Enzo Ferrari décide de réorganiser l'entreprise en créant un troisième département, dirigé par Nicola Materazzi, dédié à ce nouveau moteur. Plus tard, alors que Materazzi perfectionne la conception du moteur, Ferrari lui demande de concevoir la voiture correspondante à ce nouveau bloc, marquant le lancement du « projet 164 ».
À cette époque, Ferrari traverse une période difficile avec des résultats mitigés en Formule 1 et des ventes de voitures de série en baisse. Enzo Ferrari reconnaît la nécessité de nouvelles idées et confie à Materazzi la tâche de revitaliser les performances des voitures de la marque. Lors d’une visite de l'entreprise, Pietro Barilla, patron de l'entreprise Barilla et ami d'Enzo Ferrari, révèle que son fils arrive à égaler les performances d’une Ferrari 308 avec une BMW M3, coutant pourtant la moitié du prix. Cette nouvelle convainc définitivement Ferrari d'opérer de nombreux changements dans l'entreprise.

### Conception et développement
En 1984, sous l'impulsion de Nicola Materazzi, Ferrari lance un programme d'étude « Evoluzione » des Ferrari 288 GTO, afin de rivaliser avec les Porsche 959 en Groupe B, et pour marquer et fêter les 40 ans à venir de la fondation de son entreprise.
Dans les faits, Nicola Materazzi explique qu'il proposa à Enzo Ferrari de modifier la 288 GTO pour réaliser une voiture avec laquelle les clients pourraient courir. Enzo Ferrari ne put donner son aval, n'ayant plus le contrôle sur la production. Nicola Materazzi s'adressa donc à Eugenio Alzati, le directeur général de la production des voitures de série Ferrari (un homme de Fiat) qui approuva la demande. Néanmoins, il imposa que la voiture soit développée le samedi matin pour ne pas perturber la production en cours.
En 1987, parallèlement aux Ferrari Testarossa de 1984, la marque dévoile cette supercar GT en série limitée. Elle est alors la sportive la plus performante et efficace de l'histoire de l'automobile, inspirée directement de la compétition et notamment de la Formule 1. La voiture est présentée à la presse le 21 juillet 1987 au circuit de Fiorano de l'usine Ferrari de Maranello par Enzo Ferrari lui-même, avec Leonardo Fioravanti (chef designer) et Peter Camardella. La présentation au public se fera au salon de l'automobile de Francfort de la même année.
Selon la philosophie personnelle de toute une vie, et les dernières volontés du Commendatore Enzo Ferrari (1898-1988), elle est le dernier modèle de supercar GT Ferrari à repousser les limites du « génie mécanique automobile optimum », sans avoir recours aux premières solutions d'assistance et d'aide technologique à la conduite en vogue dans le monde de la conception automobile de l'époque. La F40 est la première voiture de route de l'histoire de Ferrari à être construite avec divers matériaux composites tels que le kevlar. Au moment de sa présentation elle était la voiture de série la plus rapide jamais construite avec 324 km/h vérifiés. 
Elle fut la dernière Ferrari équipée d'un moteur turbocompressé construite sous la supervision d'Enzo Ferrari.
La série de 400 exemplaires initialement prévue étant vendue en très peu de temps la production fut alors augmentée à 1 000 exemplaires. La valeur de la voiture atteignant des sommets, au même moment elle obtenait la certification aux États-Unis,  refusée jusque-là en raison de ses caractéristiques extrêmes. Ferrari dut respecter le contrat avec l'importateur américain qui obligeait la firme de Maranello à allouer 22% de la production de chaque modèle au marché américain. La production fut donc de nouveau augmentée une dernière fois pour porter le nombre total de F40 produites à 1 311 exemplaires. Cette série limitée, et la disparition d'Enzo Ferrari l'année suivante à l'âge de 90 ans, enflammèrent la spéculation avec des F40 neuves revendues à plus de 5 millions de francs[réf. nécessaire], très au-delà du prix usine. 
Concurrente des Porsche 959, Lamborghini Diablo, Jaguar XJ220, Bugatti EB110, elle est remplacée par la Ferrari F50 en 1995.

## Caractéristiques
| Version                 | F40                            | F40 LM / Competizione          |
| Années de production    | 1987-1992                      | 1989-1994                      |
| Production totale       | 1311 exemplaires               | 19 exemplaires                 |
| Prix de base            | 490 000 €                      | 850 000 €                      |
| Classe                  | Supercar                       | Supercar                       |
| Énergie                 | Essence                        | Essence                        |
| Moteur(s)               | V8 2.9 L Biturbo               | V8 2.9 L Biturbo               |
| Position du moteur      | Longitudinale centrale arrière | Longitudinale centrale arrière |
| Puissance Maximale      | 478 ch                         | 720 ch                         |
| Couple Maximal          | 577 Nm                         | ?                              |
| Transmission            | Propulsion                     | Propulsion                     |
| Boîte de vitesses       | Manuelle à 5 rapports          | Manuelle à 5 rapports          |
| Vitesse maximale        | 324 km/h                       | 367 km/h                       |
| 0 à 100 km/h            | 4,1 s                          | 3,0 s                          |
| 0 à 200 km/h            | 11,3 s                         | ?                              |
| 0 à 300 km/h            | ?                              | ?                              |
| Consommation mixte      | 19,5 L/100 km                  | ?                              |
| Emission de CO2         | 476 g/km                       | ?                              |
| Rapport poids/puissance | 2,62 kg/ch                     | 1,44 kg/ch                     |
|                         |                                |                                |
| Carrosserie             | Coupé 2 portes                 | Coupé 2 portes                 |
| Portières               | classiques                     | classiques                     |
| Masse à vide            | 1254 kg                        | 1040 kg                        |

### Dimensions
L'empattement est de 2 450 mm, la voie avant de 1 594 mm et la voie arrière de 1 606 mm. La direction est à crémaillère. Le poids total est de 1155 kg. Nicola Materazzi précise que la première F40 pesait 1093 kg ; des modifications esthétiques ayant alourdi le modèle de série.

### Chaîne cinématique

#### Motorisation
La conception mécanique est signée Nicola Materazzi. Le moteur F120D hérite d'une version « Evoluzione » de 400 chevaux de la Ferrari 288 GTO précédente, descendant lui-même de la série des moteurs V6 et V8 Dino de compétition de la Scuderia Ferrari.

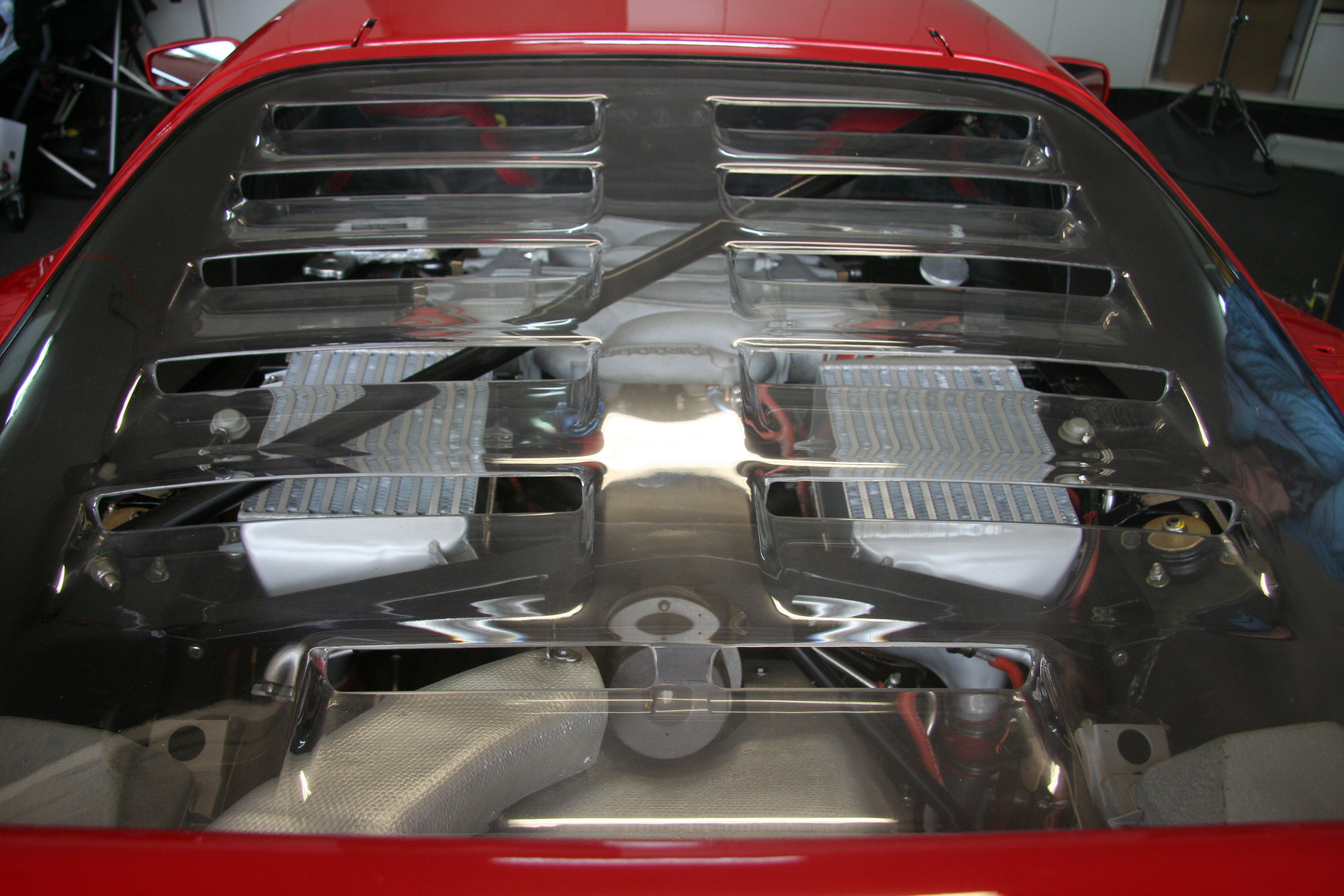
Le moteur d'une F40, depuis la bulle arrrière.

Le V8 à 90°, de 3 litres de cylindrée (2 936 cm3), est positionné longitudinalement. Il est suralimenté par deux turbocompresseurs IHI avec intercooler pour une puissance de 478 chevaux. Cela permet à la F40 de réaliser le 0 à 100 km/h en 3,9 secondes et le 1 000 m départ arrêté en 21,8 s pour une vitesse de pointe de 324 km/h. Il est doté de deux doubles arbres à cames en tête et 32 soupapes (quatre soupapes et deux injecteurs par cylindre). Le carter, le bloc moteur, et les culasses sont en silumin (alliage d'aluminium-silicium). Les parois internes des chemises en aluminium sont renforcées par dépôt électrolytique d'une couche de nikasil (alliage de nickel-carbure de silicium) pour réduire les coefficients de friction et améliorer la lubrification et la résistance aux hautes températures. 
Nicola Materazzi rapporte que concernant le choix des turbos, un test d'accélération comparatif en présence d'Enzo Ferrari lui-même et du président de la société KK&K, fut organisé entre une F40 équipée de turbos de la marque IHI et une autre recevant des turbos KK&K. À l'issue de l'épreuve, le président de la firme KK&K reconnut que les turbos japonais IHI étaient meilleurs. 
| Modèle et boîte             | Construction | Moteur                 | Cylindrée         | Puissance                      | Couple                 | 0 à 100 km/h | Vitesse maximale | Consommation  |
| --------------------------- | ------------ | ---------------------- | ----------------- | ------------------------------ | ---------------------- | ------------ | ---------------- | ------------- |
| Ferrari F40 (boîte méca. 5) | 1987 - 1992  | 8 cylindres en V F120D | 2 936 cm3 (3,0 L) | 352 kW (478 ch) à 7 000 tr/min | 577 N m à 4 000 tr/min | 4,1 s        | 325 km/h         | 12,4 L/100 km |

#### Boîte de vitesses
La boîte de vitesses est une boîte manuelle à 5 rapports, plus marche arrière, avec un embrayage à double disque à sec monté longitudinalement. Elle fut développée spécifiquement par Nicola Materazzi, compte tenu que ZF, habituel fournisseur de boite de vitesses de Ferrari, ne possédait pas à l'époque de boite de vitesses adaptée pouvant supporter le couple exceptionnel de 577 Nm.

### Mécanique
Les suspensions avant et arrière, indépendantes, sont à bras transversaux avec ressorts hélicoïdaux et barres stabilisatrices. Grâce aux amortisseurs oléopneumatiques réglables depuis l'habitacle, les suspensions peuvent être réglées selon trois niveaux différents de hauteur et de rigidité, en fonction du style de conduite et des conditions d'utilisation. La suspension avant est à double triangulation, issue de la GTO Evoluzione.
L'ingénieur Mauro Forghieri dit : "Je trouvais que c’était une voiture avec des pneus sous-dimensionnés pour la puissance qu’elle avait. La ligne voulue par Pininfarina limita beaucoup la taille des pneus arrière".

### Châssis et carrosserie
Le châssis de la Ferrari F40 est fait d'un treillis de tubes d'acier soudés, dérivé de sa devancière, la Ferrai 288 GTO. La section avant du châssis est déformable et l'arrière démontable, afin de permettre l'accès à la mécanique ; et l'ensemble est rigidifié par des entretoises de raidissement. Les méthodes de production nécessaires à l'assemblage du châssis sont très chronophages, coûteuses et exigent une grande expertise technique. Néanmoins, le châssis de la F40 affiche une rigidité trois fois supérieure à celle d'un cadre « conventionnel », tout en étant 20 % plus léger.

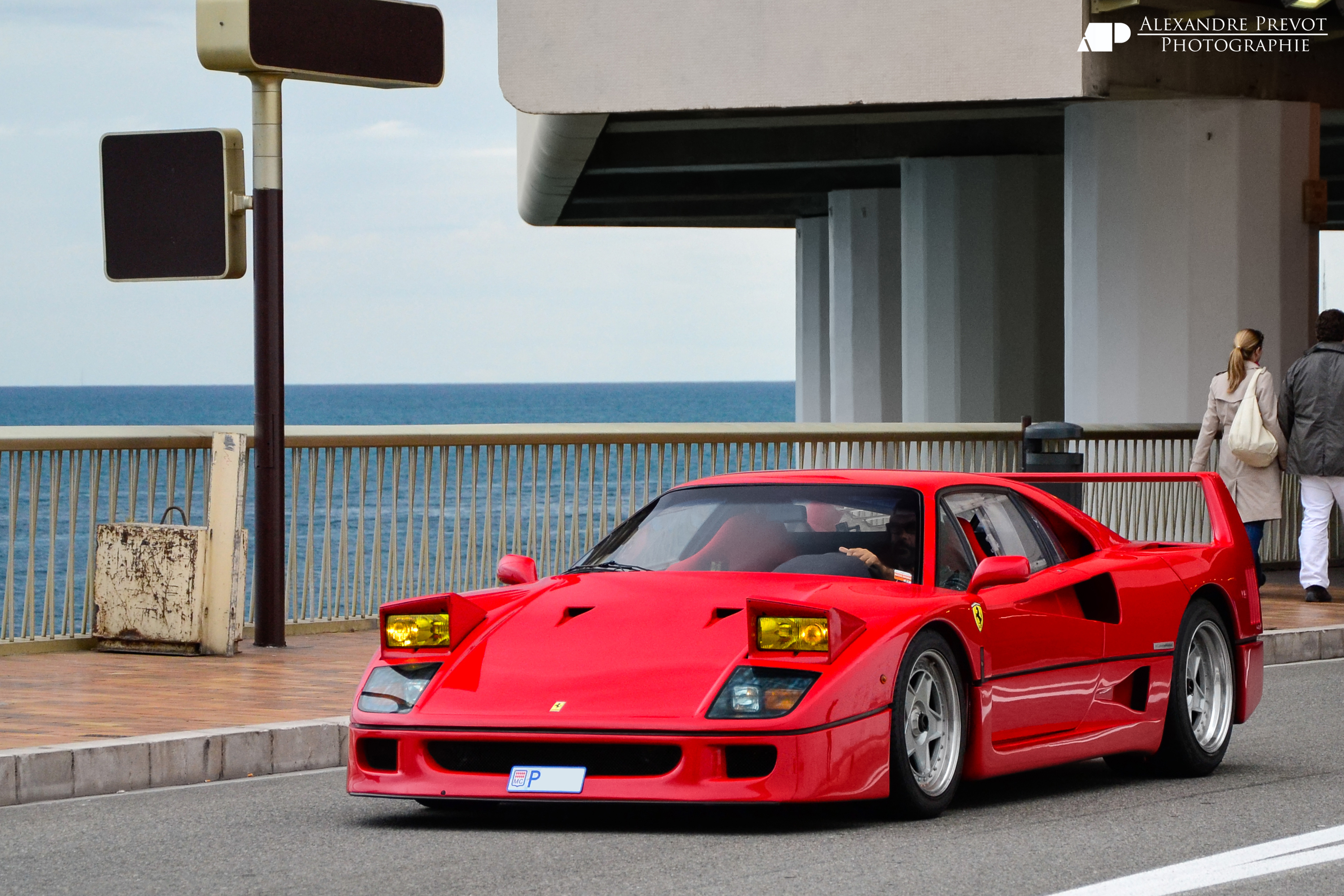
Une Ferrari F40, avec ses phares escamotables ouverts.

Le design extérieur est signé Pietro Camardella, designer de Pininfarina, les voitures étant construites et assemblées chez Pininfarina. Le poids total est inférieur à 1 100 kg grâce à la chasse aux éléments inutiles et à l'utilisation intensive de matériaux composites, portant la masse de la carrosserie en fibre de verre à seulement 46 kg. Elle est positionnée sur un cadre tubulaire en acier avec panneaux intérieurs du cockpit renforcés de Kevlar et fibre de carbone imprégnés de résine époxy, avec des réservoirs en résines aéronautiques.
Sur le plan aérodynamique, elle bénéficie d’un Cx de 0,34 (0,29 vérifié dans la soufflerie de Fiat sur le prototype) avec ses phares escamotables à l'avant et un imposant aileron arrière.

### Intérieur

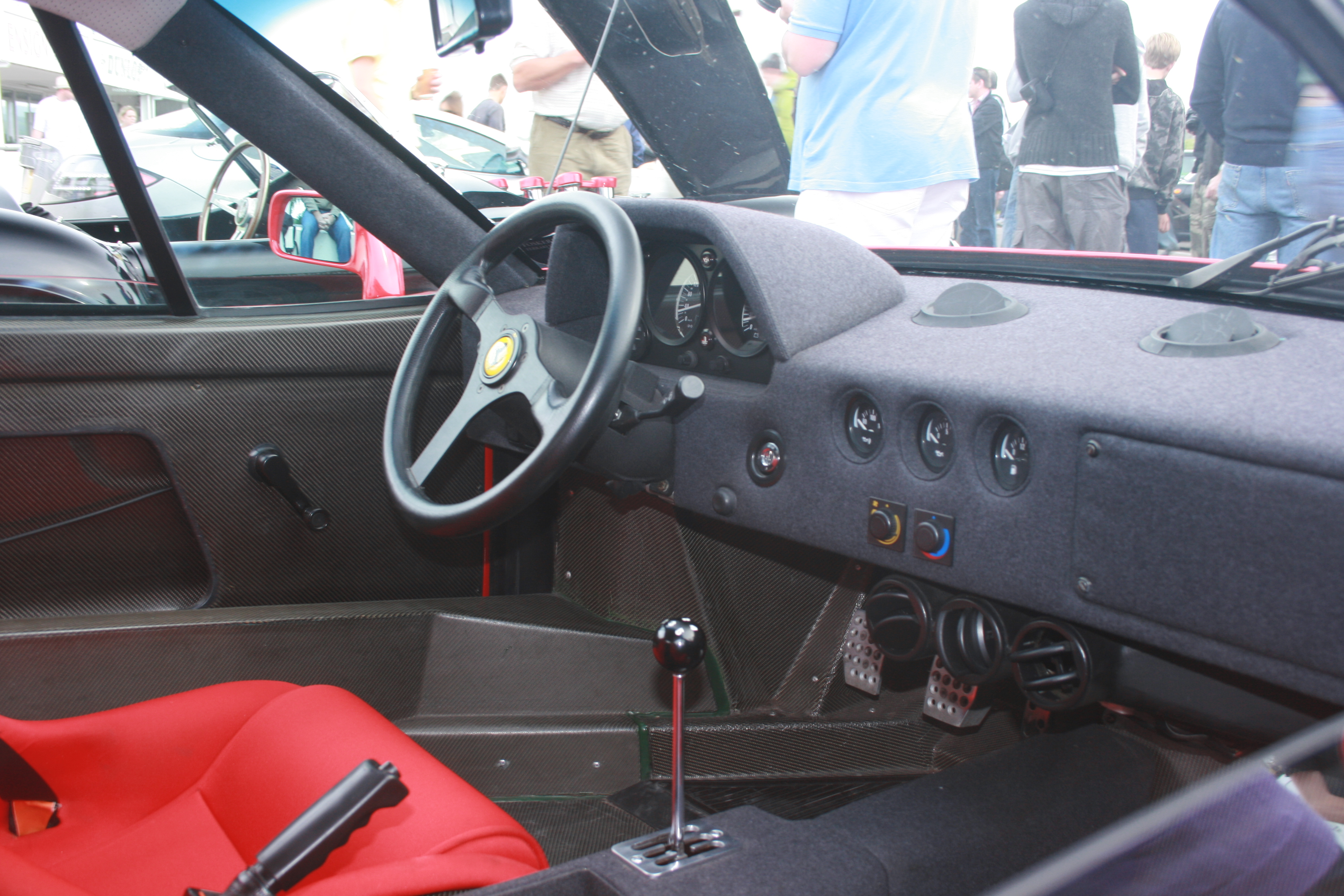
L'intérieur de la Ferrari F40.

L'habitacle de la F40 est minimaliste en raison de son orientation plus axée sur la course que sur la conduite quotidienne. À l'exception de la climatisation en option, aucun équipement tel que le système audio, la boîte à gants, les tapis, les garnitures en cuir ou les panneaux de porte n'est inclus. Les 100 premiers modèles sont équipés de vitres en polycarbonate avec une ouverture à trappe, tandis que les derniers modèles disposent de lunettes coulissantes ; aucun exemplaire avec des fenêtres à commande électrique n'est produit. Dans un objectif de réduction de la masse, les poignées de porte intérieures sont remplacées par des câbles en acier tressés recouverts de caoutchouc ; les portes totalement vides pèsent environ 1,5 kg. La F40 ne dispose ni de direction assistée ni de système de freinage antiblocage (ABS). Cette approche minimaliste la distingue clairement de sa concurrente, la Porsche 959, qui dispose d'une large utilisation de la technologie électronique.

## Compétition
La Ferrari F40 est déclinée en plusieurs versions de course : 
- 1989 : F40 Valeo, 1 exemplaire, pour le PDG de Fiat-Ferrari Gianni Agnelli, avec embrayage électronique Valeo (actif en moins de 100 millisecondes) piloté automatiquement par le levier de vitesses, initialement développé sur les voitures de rallye Lancia Delta Integrale
- 1989 à 1998 : F40 LM et LM IMSA, (Le Mans), une dizaine d'exemplaires, préparées par Michelotto Automobili, poussée à 900 chevaux, pour les 24 Heures du Mans, Championnat IMSA GT (classe GTO).

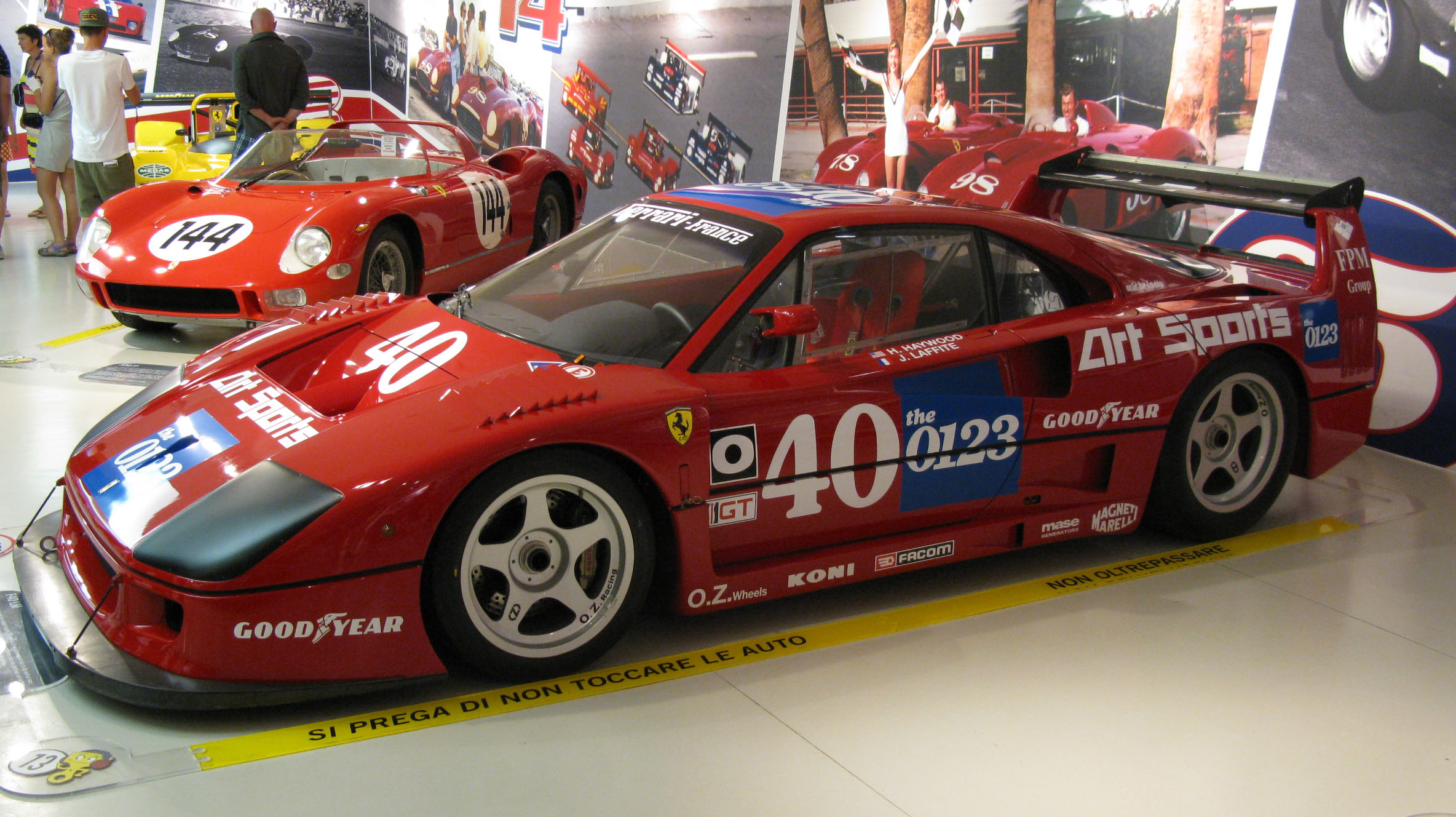
F40 LM d'Hurley Haywood et Jacques Laffite, Musée Ferrari.
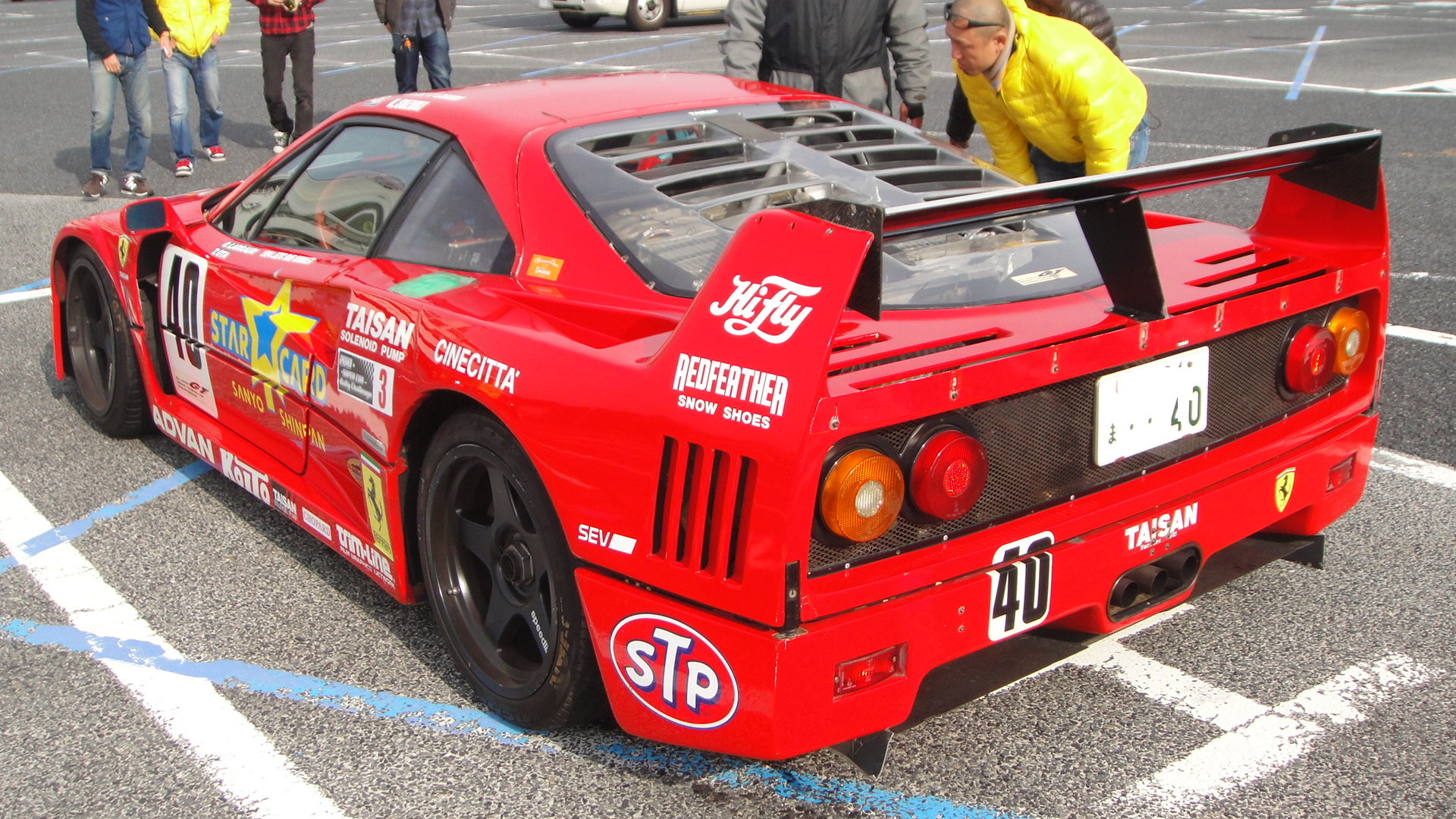
F40 LM.
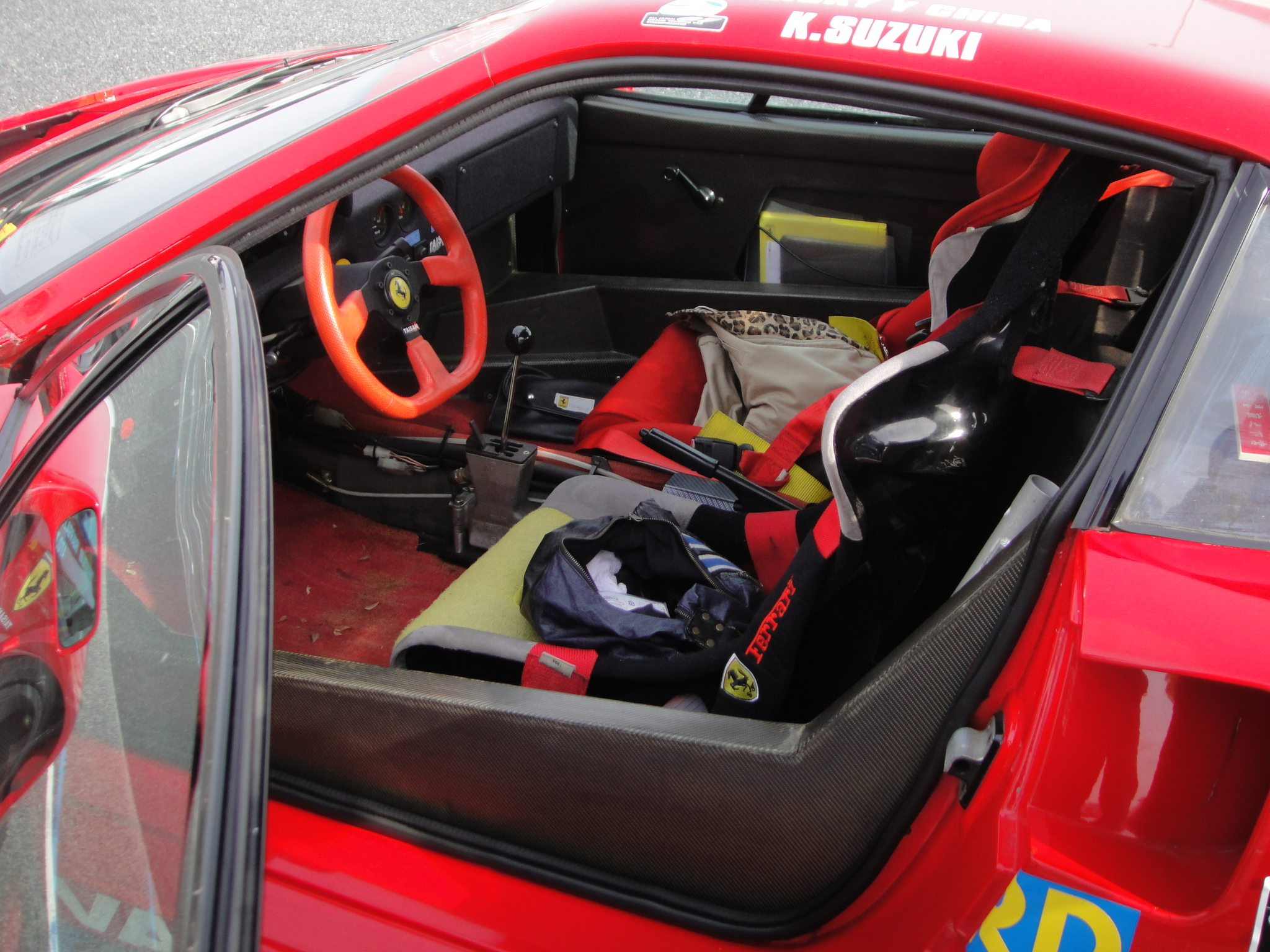
F40 LM.

- 1994 à 1996 : F40 LM GTE, sept exemplaires pour le championnat BPR sur base de LM, avec 3,5 L de cylindrée, puissance poussée à 660 ch, boîte de vitesses séquentielle à six rapports, disques de freins en carbone/céramique, concurrente des McLaren F1 GTR et Porsche 911 GT1.

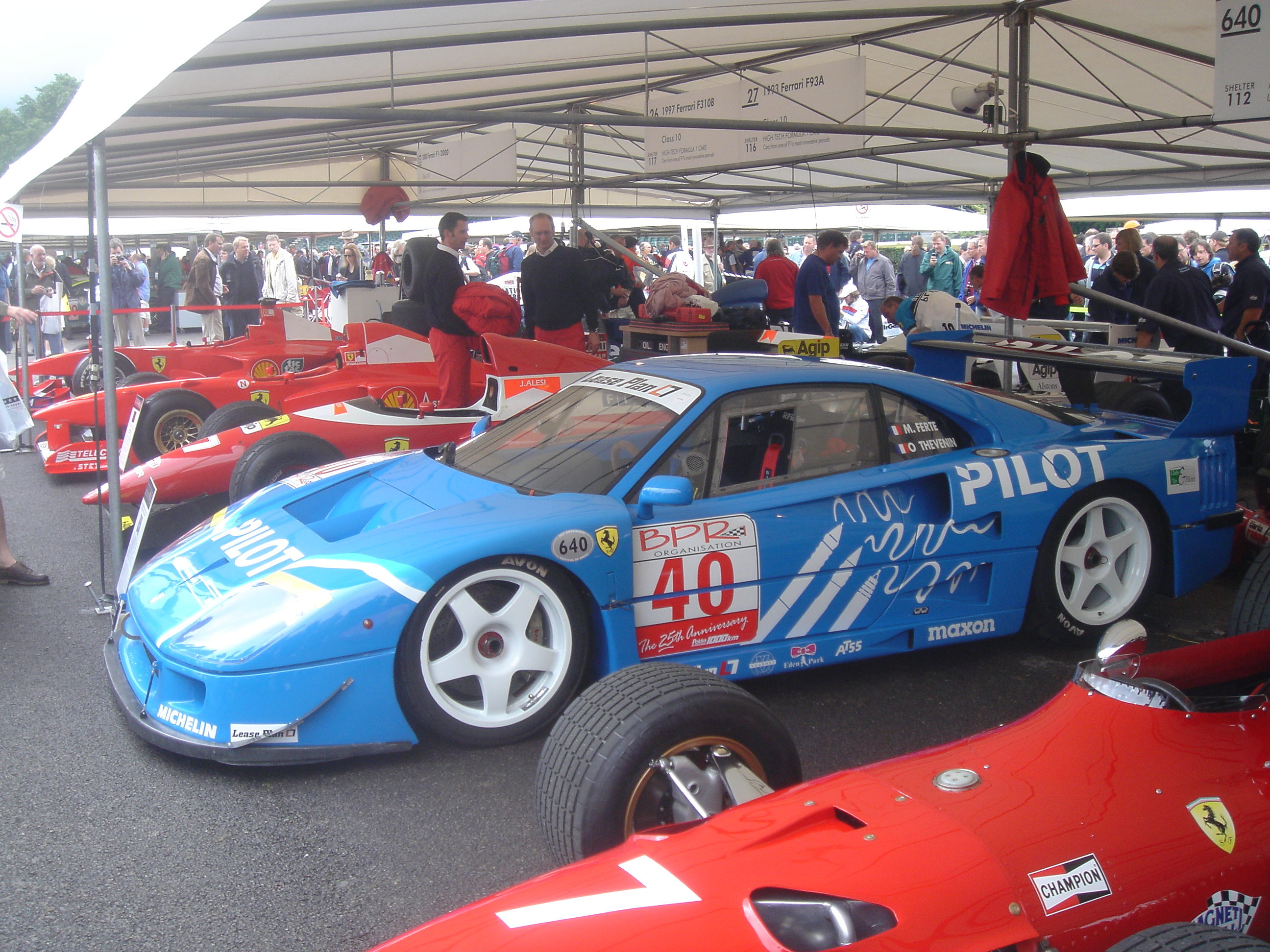
F40 LM GTE, championnat BPR.
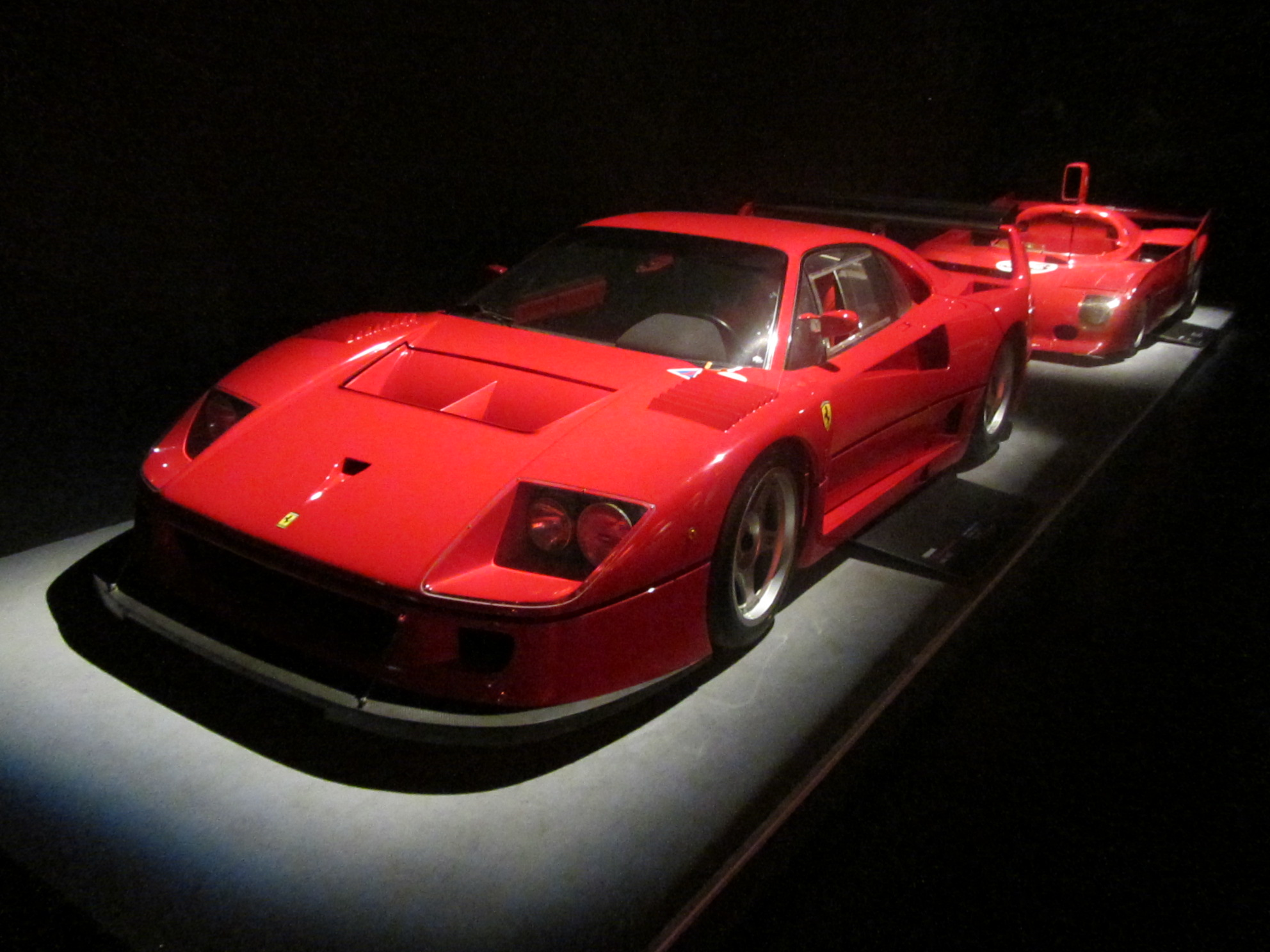
F40 Competizione, Musée de l'Automobile de Turin.
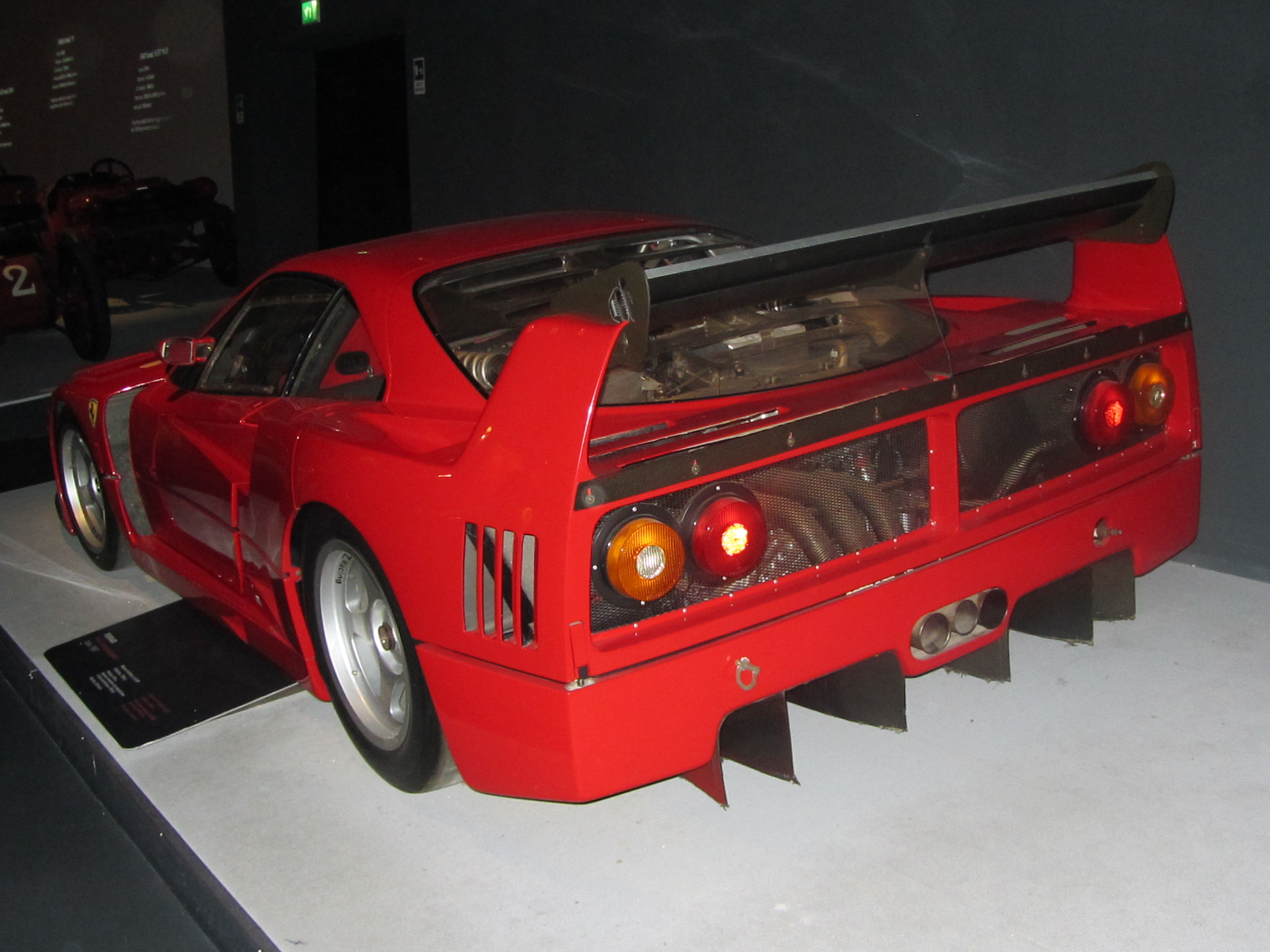
F40 Competizione.

- F40 Competizione : huit exemplaires, puissance poussée à 720 ch, puis 900 ch, pour un poids de 1 050 kg, et 370 km/h de vitesse de pointe, accélération de 0 à 100 km/h en 3 secondes , avec pour pilote, entre autres, le Français Jean Alesi.

## F40 Spéciales
En 1989, portant le numéro de châssis 79883, la Ferrari F40 Valeo fut créée. Cet exemplaire unique fut commandé et construit pour le patron de FIAT, Gianni Agnelli. C'est la seule F40 équipée d'un embrayage électronique Valeo permettant des passages de vitesses en moins de 100 millisecondes avec un dispositif entraîné par le mouvement du levier de vitesses. Cette voiture est aussi la seule F40 sans pédale d'embrayage. Ce système de commande d'embrayage électronique fut initialement développé sur les Lancia Delta Integrale Rally, et a également été installé sur certains modèles Ferrari Mondial, coupé et cabriolet. Il est équipé de nombreux systèmes de sécurité qui empêchent de démarrer avec une vitesse engagée et de passer un rapport de vitesse à un régime moteur trop élevés ou trop bas. Le pommeau de levier de vitesses est en aluminium avec les initiales GA à la place des  classiques chiffres de la grille de vitesse. Cette F40 a également la particularité d'être l'un des deux seuls exemplaires réalisés avec un intérieur en tissu noir, au lieu du rouge.

## Prix des transactions
Une F40 valait 1 000 000 € en 2015. En 2020, sa cote avoisinait 1 700 000 €. En 2023, elle est située entre 2 600 000 € et 3 200 000 € pour un bel exemplaire à l'historique limpide. En date de 2023, la vente la plus chère enregistrée est celle d'une Ferrari F40 de 1990 à spécificité US, par la maison de ventes aux enchères Gooding & Company à Pebble Beach en août 2022, pour un montant total, frais inclus, de 3 965 000 $ (soit environ 4 millions d'Euros à ce moment).